# Mark Muir Mills
Mark Muir Mills (8 de agosto de 1917 – 7 de abril de 1958) fue un físico nuclear estadounidense, especializado en el desarrollo de bombas atómicas.

## Semblanza
Mills nació en Estes Park, Colorado, hijo de Enoch y Ethel Mills. Con anterioridad a ingresar en la universidad se educó en el Instituto de Park Estes y después en el de Fort Lauderdale en Florida. Obtuvo su graduación en ciencias del Instituto de Tecnología de California en 1940. Durante la Segunda Guerra Mundial, trabajó como físico en el Laboratorio de Propulsión a Reacción, encabezando la sección de propulsores sólidos. También fue profesor de física en el departamento de aeronáutica del Caltech.
En 1942 se casó con Pauline Riedeburg. Se doctoró en físicas por el Caltech en 1948.
Tras su graduación, comenzó a trabajar en la empresa North American Aviation, dedicándose a desarrollos teóricos en el departamento de investigación sobre la energía atómica, realizando con sus colegas valiosas contribuciones en el campo de la tecnología del reactor nuclear. En 1951 fue nombrado director técnico del Proyecto SQUID en la Universidad de Princeton, donde la investigación básica se orientó a la propulsión de aeronaves. En 1952 regresó a su trabajo en el diseño de reactores nucleares en North American.
En 1954 se incorporó al laboratorio de radiación de la Universidad de California como director de la división teórica. Hacia 1955 se convirtió en conferenciante a tiempo parcial en la universidad sobre la teoría de los reactores nucleares. También contribuyó a organizar el programa de ingeniería nuclear en la institución. Tras ser nombrado profesor de ingeniería nuclear en la universidad en 1957, accedió al cargo de presidente de la división de ingeniería nuclear de la escuela.
En 1958 se tomó un período de excedencia para ejercer el cargo de subdirector del Laboratorio Livermore en la Universidad de California. Fue en este período cuando falleció durante un desafortunado accidente de helicóptero, provocado por una lluvia torrencial en la zona de pruebas localizada en el Atolón Eniwetok (Islas Marshall). Este accidente se produjo durante la preparación de una serie de pruebas de bombas atómicas.
Mills y su mujer tuvieron dos hijos, Mark John y Ann.

## Publicaciones
- Mills, Mark M., Modern Nuclear Technology, a Survey for Industry and Business, 1960, New York, McGraw-Hill.
- Howard S. Seifert, Mark M. Mills and Martin Summerfield, Physics of Rockets: Liquid-Propellant Rockets, AJP 15, 121-140, (1947).
- Howard S. Seifert, Mark M. Mills and Martin Summerfield, Physics of Rockets: Dynamics of Long Range Rockets, AJP 15, 255-272, (1947).
- Safety of Nuclear Reactors.

## Reconocimientos y honores
- Mención Presidencial por sus contribuciones significativas a la defensa nacional.
- La Biblioteca Memorial Mark Mills, parte del Departamento de Ingeniería Nuclear en la Universidad de California en Berkeley.
- El premio de Mark Mills de la Sociedad Nuclear Estadounidense.
- El cráter lunar Mills.[2]